# Lokar
Lokar je priimek več znanih Slovencev:

## Znani nosilci priimka
- Aleš Lokar (1935—2020), ekonomist, publicist, esejist
- Andrej Lokar (*1963), filozof, publicist
- Anica Lokar (1897—1976), politična delavka, prevajalka, avtorica spominov
- Anton Lokar (1772—1835), trgovec, tovarnar - obrtnik (sitar)
- Anton Lokar (1884—1961), brigadni general Vojske Kraljevine Jugoslavije
- Artur Anton Lokar (1865—1926), notar in javni delavec
- Danilo Lokar (1892—1989), zdravnik in pisatelj
- Franc Lokar (1931—2007), veterinar
- France Lokar (1890—1966), odvetnik, lovski pisatelj
- France Lokar - Rado Kolar (1917—1994), pesnik, duhovnik
- Ivan Lokar (1854—1942), nadučitelj
- Janko Lokar (1881—1963), literarni zgodovinar in folklorist, literat, direktor klasične gimnazije v Lj
- Jože Lokar (1939—1996), zdravnik psihiater, univ. profesor
- Konrad Lokar (1803—1875), podjetnik in politik
- Krista Lokar, morska biologinja
- Marko Lokar (1927—2008), veterinar
- Matija Lokar (*1962), matematik, računalnikar/informatik
- Metka Lokar (*1969), literarna zgodovinarka/slovenistka in umetnostna publicistka
- Miha Lokar (*1935), košarkar
- Mirko Lokar, komandant ljubljanskega vojnega področja 1945
- Rebeka Lokar, operna pevka (mezzo)sopranistka
- Rozika Lokar (r. Staroveški) (1927—2008), farmacevtka
- Rudolf Lokar (1812—1871), narodni buditelj (brat Konrada)
- Slavka Lokar (1931—2018), knjižničarka
- Sonja Lokar (*1948), profesorica francoskega jezika, političarka
- Vanja Lokar (*1939), podjetnik, trgovec, mecen

## Glej še priimke
- Zalokar
- Logar
- Likar
- Ločnik
- Ločniškar
- Lokovšek